# Foissy-lès-Vézelay
Foissy-lès-Vézelay – miejscowość i gmina we Francji, w regionie Burgundia-Franche-Comté, w departamencie Yonne. W 2013 roku jej populacja wynosiła 142 mieszkańców. Przez gminę przepływa rzeka Cure. 